# قصر شيرين (قضاء)

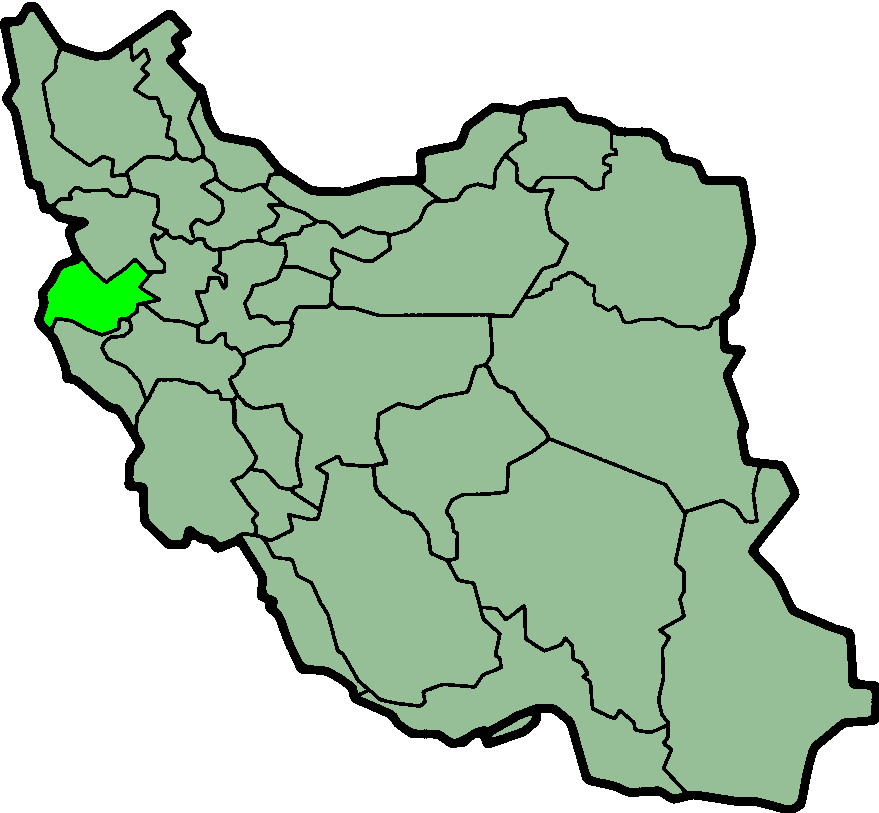
محافظة كرمنشاه

قضاء قصر شيرين هو قضاء في محافظة كرمنشاه الإيرانية في شمال غرب جمهورية إيران الإسلامية، مركز القضاء هو مدينة قصر شيرين غالب أهلها من الأكراد ، وقد أشتهر الموقع لمعاهدة قصر شيرين 1639 بين الدولة العثمانية والدولة الصفوية والتي انهت الحرب ورسمت الحدود بين البلدين.

## أعلام
- سوزان